# Bálint Katona
Bálint Katona, né le 7 septembre 2002 à Budapest en Hongrie, est un footballeur hongrois qui évolue au poste de milieu offensif au Ferencváros TC.

## Biographie

### En club
Né à Budapest en Hongrie, Bálint Katona commence le football au Vasas SC avant de poursuivre sa formation au Ferencváros TC, qu'il rejoint en 2018. Lors de sa première saison il joue 23 matchs avec l'équipe des moins de 17 ans du club. Il signe son premier contrat professionnel en juillet 2020, et est intégré à l'équipe première lors des matchs amicaux d'avant-saison.
Il joue son premier match en professionnel avec ce club, le 19 septembre 2020, lors d'une rencontre de coupe de Hongrie contre le Ráckeve VAFC. Titularisé, il se fait remarquer en inscrivant également son premier but en professionnel, et participe à la victoire de son équipe (1-6 score final).
Le 22 juillet 2021, Bálint Katona est prêté pour une saison au Kecskeméti TE.
Après une saison pleine au Kecskeméti TE, Katona voit son prêt prolonger d'une saison supplémentaire lors de l'été 2022.

### En sélection
Bálint Katona joue son premier match avec l'équipe de Hongrie espoirs le 23 septembre 2022, face à la Bulgarie. Il entre en jeu à la place de Krisztofer Horváth et son équipe l'emporte par un but à zéro

## Vie privée
Bálint Katona est le frère de Mátyás Katona (en), lui aussi footballeur professionnel.